# William Cureton
Pour les articles homonymes, voir Cureton.
William Cureton, né en 1808 à Westbury, dans le Shropshire, et mort le 17 juin 1864, est un orientaliste anglais.

## Biographie
Étudiant à l'université d'Oxford, il entre ensuite dans les ordres, et étudie les langues orientales, principalement l'arabe. Il est nommé sous-secrétaire à la Bodleian Library en 1834. En 1837, il est chargé de dresser le catalogue des livres et manuscrits arabes du British Museum, et en publie le premier volume en 1846 ; cependant, son travail est interrompu lorsqu'il est nommé chanoine de l'abbaye de Westminster et recteur de la paroisse St Margaret.
De ses travaux sur les fonds du British Museum, il a tiré une traduction syriaque des Lettres de saint Ignace à saint Polycarpe, aux Éphésiens et aux Romains, publiée en 1845, ainsi qu'un fragment des Évangiles en syriaque, publié à Oxford en 1850.
William Cureton est devenu membre de la Royal Society en 1838.